# Nellie Halstead
Nellie Halstead   (Radcliffe, 19 de setembre de 1910 - Bury, 11 de novembre de 1991) va ser una atleta britànica, especialista en la prova de 4×100 metres relleus en la qual va arribar a ser medallista de bronze olímpica l'any 1932.

## Carrera esportiva
En els jocs olímpics de Los Ángeles 1932 va guanyar la medalla de bronze en els relleus 4x100 metres, amb un temps de 47.6 segons, arribant a la meta després dels Estats Units (or amb 47.0 segons) i el Canadà (plata amb la mateixa marca), sent les seves companyes d'equip: Eileen Hiscock, Gwendoline Porter i Violet Webb.